# Jennifer Kale
Jennifer Kale est un personnage de fiction de l'univers Marvel Comics apparaissant dans les Comics et dans l'Univers cinématographique Marvel. Créée par l'écrivain Steve Gerber et l'artiste Rich Buckler, le personnage est apparu pour la première fois dans Adventure into Fear #11 (décembre 1972). Jennifer Kale est la cousine de Johnny Blaze   et une sorcière qui fait partie du culte de Zhered-Na,. Elle rejoint le sabbat de la sorcière déchue Agatha Harkness aux côtés de Wiccan dans la série diffusée en 2024 Agatha All Along, et s'engage sur la Route des sorcières. Elle a également été membre de la Légion de la Nuit et des Fils de Minuit à différents moments de son histoire,.
Le personnage a fait ses débuts en live-action dans la mini-série Marvel Cinematic Universe Agatha All Along, interprétée par Sasheer Zamata.